# Hammam Guergour
Hammam Guergour (em árabe: حمام الڨرڨور) é uma comuna localizada na província de Sétif, Argélia. Sua população estimada em 2008 era de 15 853 habitantes.